# Разбугоринський
Пам'ятка природи «Разбугоринський» (рос. Памятник природы «Разбугоринский») — ботанічна пам'ятка природи регіонального значення на території Астраханської області Південного федерального округу Російської Федерації.

## Географія
Пам'ятка природи розташована на території Козловської сільради Володарського району Астраханської області. Знаходиться у східній частині надводної дельти Волги за 800 м на південний схід від села Мішково. являє собою лучну ділянку на алювіальних насичених лучних солончакових малогумусних ґрунтах.

## Історія
Резерват був утворений 4 жовтня 1985 року з метою охорони еталонної ділянки заплавних лучних ландшафтів з скритницево-солеросовим рослинним угрупуванням, характерним для Астраханської області.

## Біоценоз
У пам'ятці природи охороняються рослинні угрупування з таких видів: солонець трав'янистий (солерос європейський; Salicórnia europaéa), скритниця колюча (Crypsis aculeata), прибережниця берегова (прибережниця прибережна; Aeluropus littoralis), бульбокомиш морський (Bolboschoenus maritimus), сведа заплутана (Suaeda confusa), гірчак перцевий (горець гарненький, водяний перець; Polygonum hydropiper). В результаті розсолення ґрунтів останніми роками спостерігається зменшення площ солеросу європейського, який замінюється булькомишем.

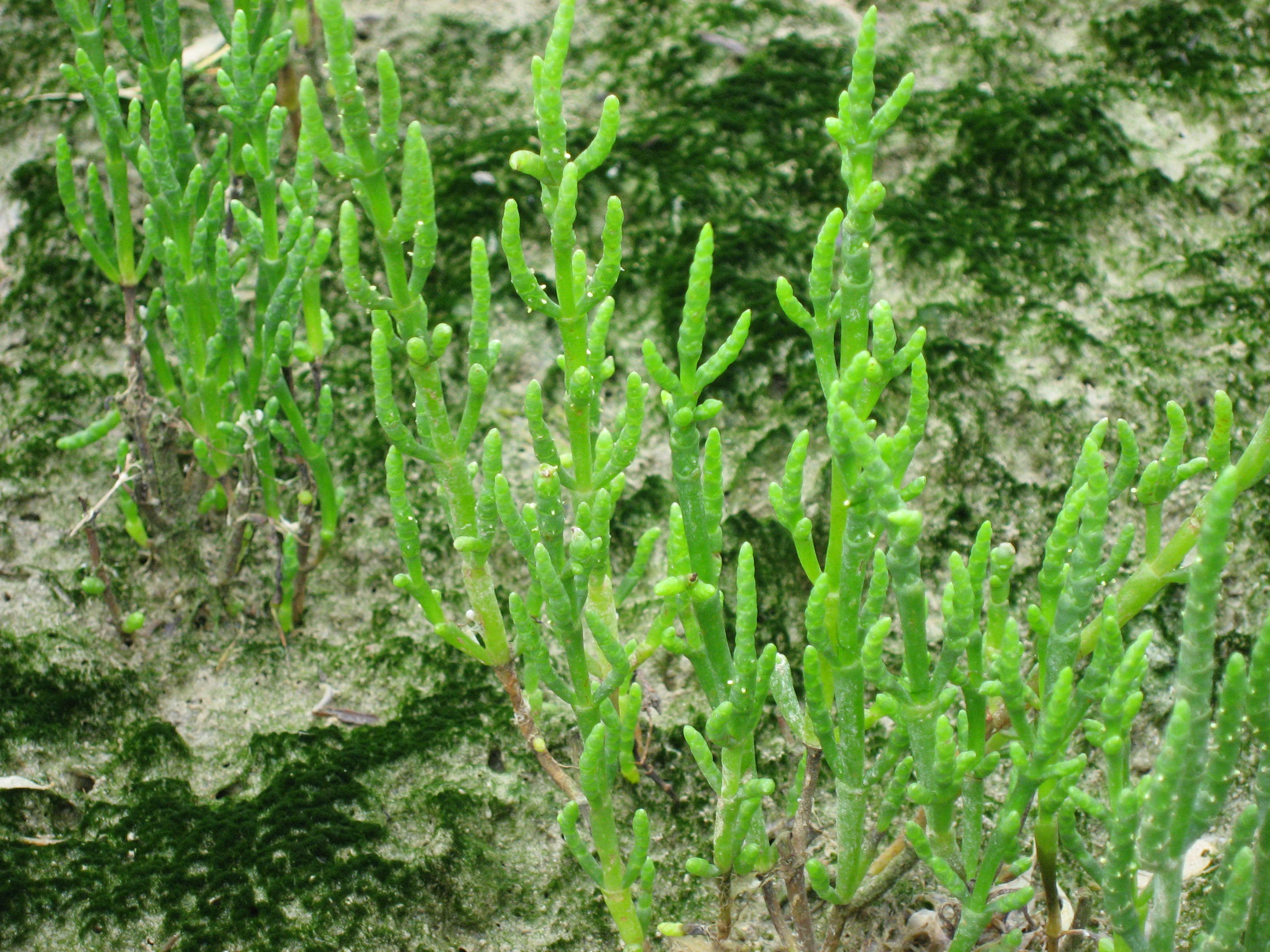
Солерос європейський
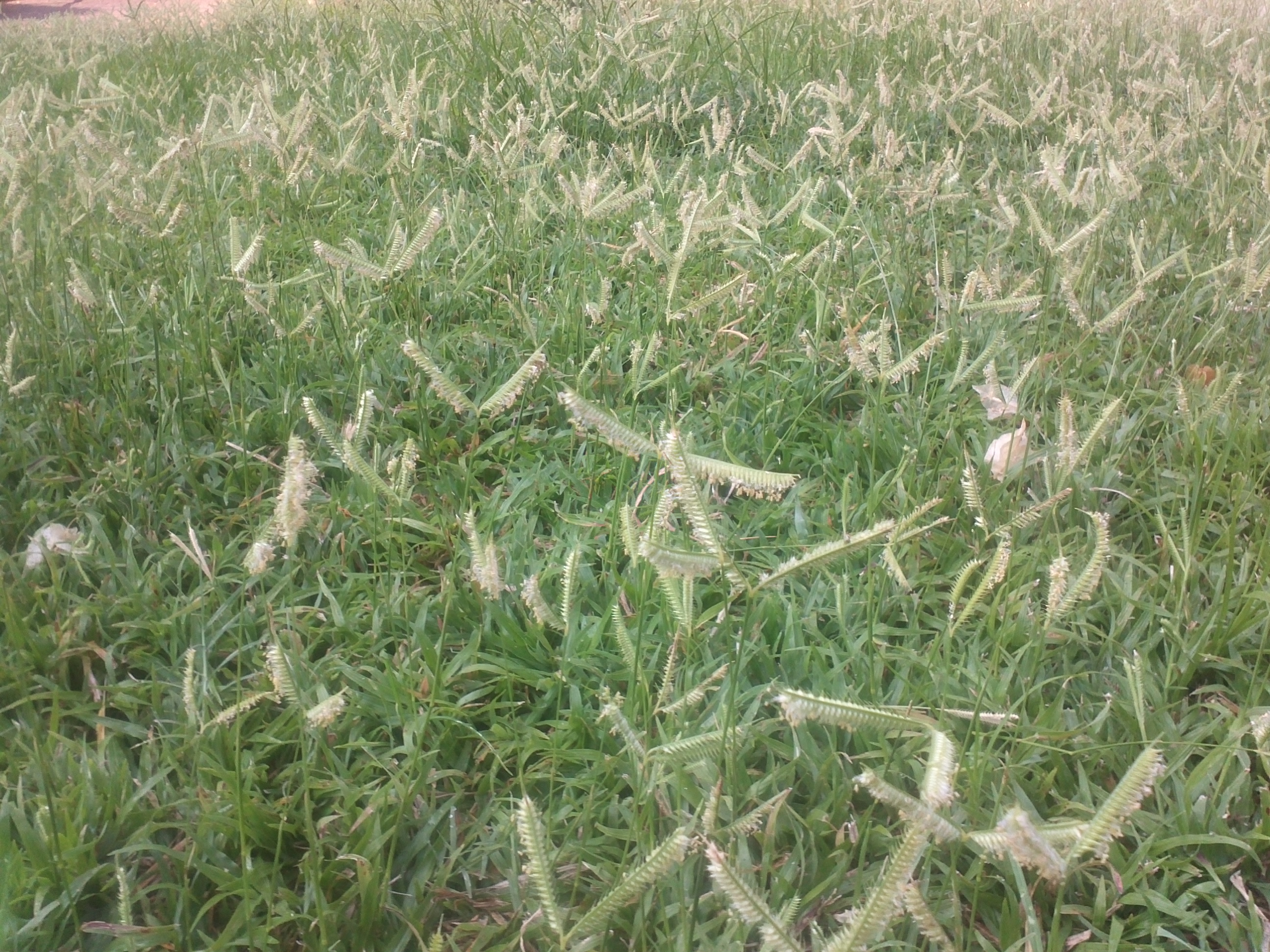
Свинорий пальчастий
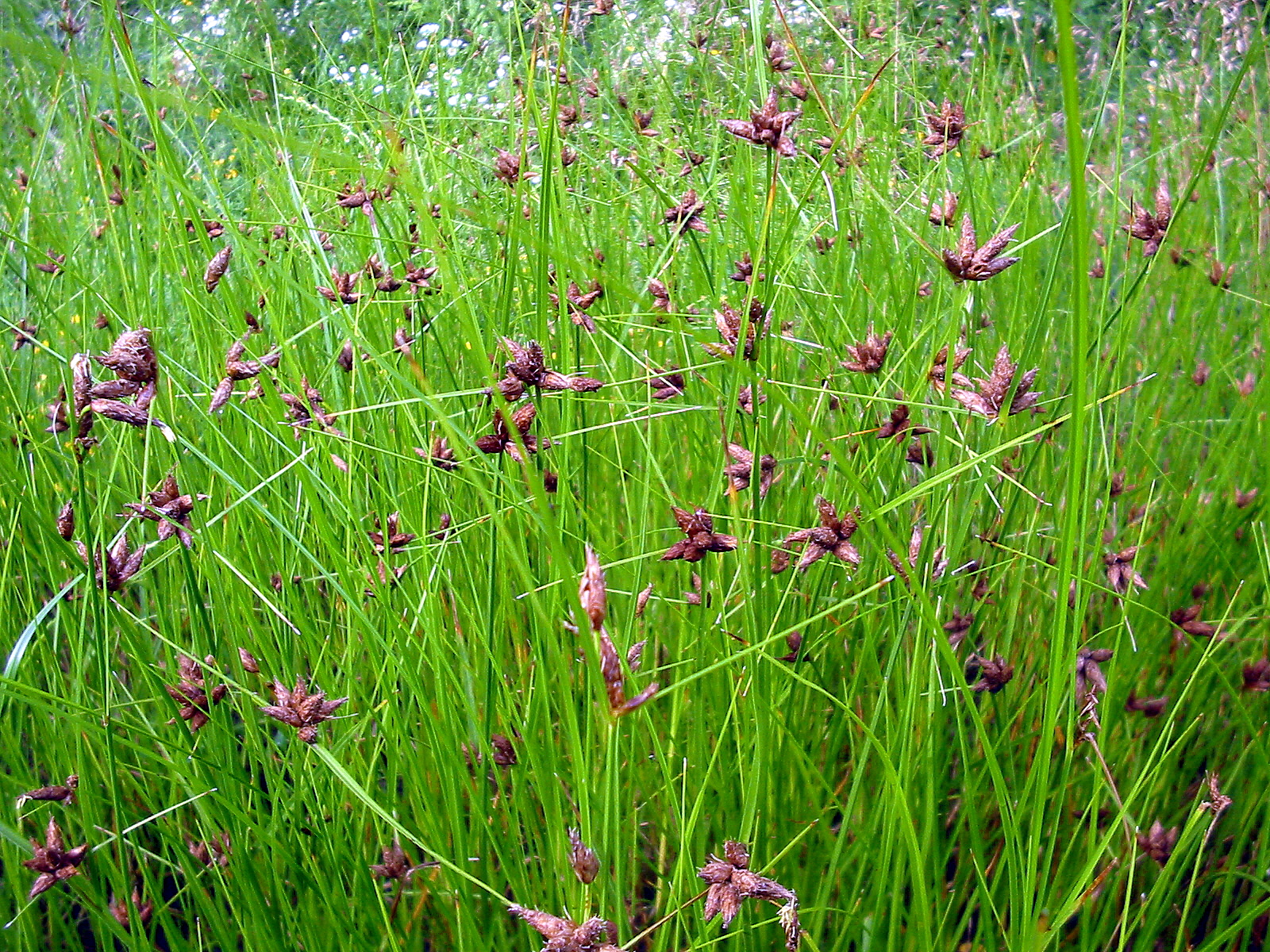
Бульбокомиш морський
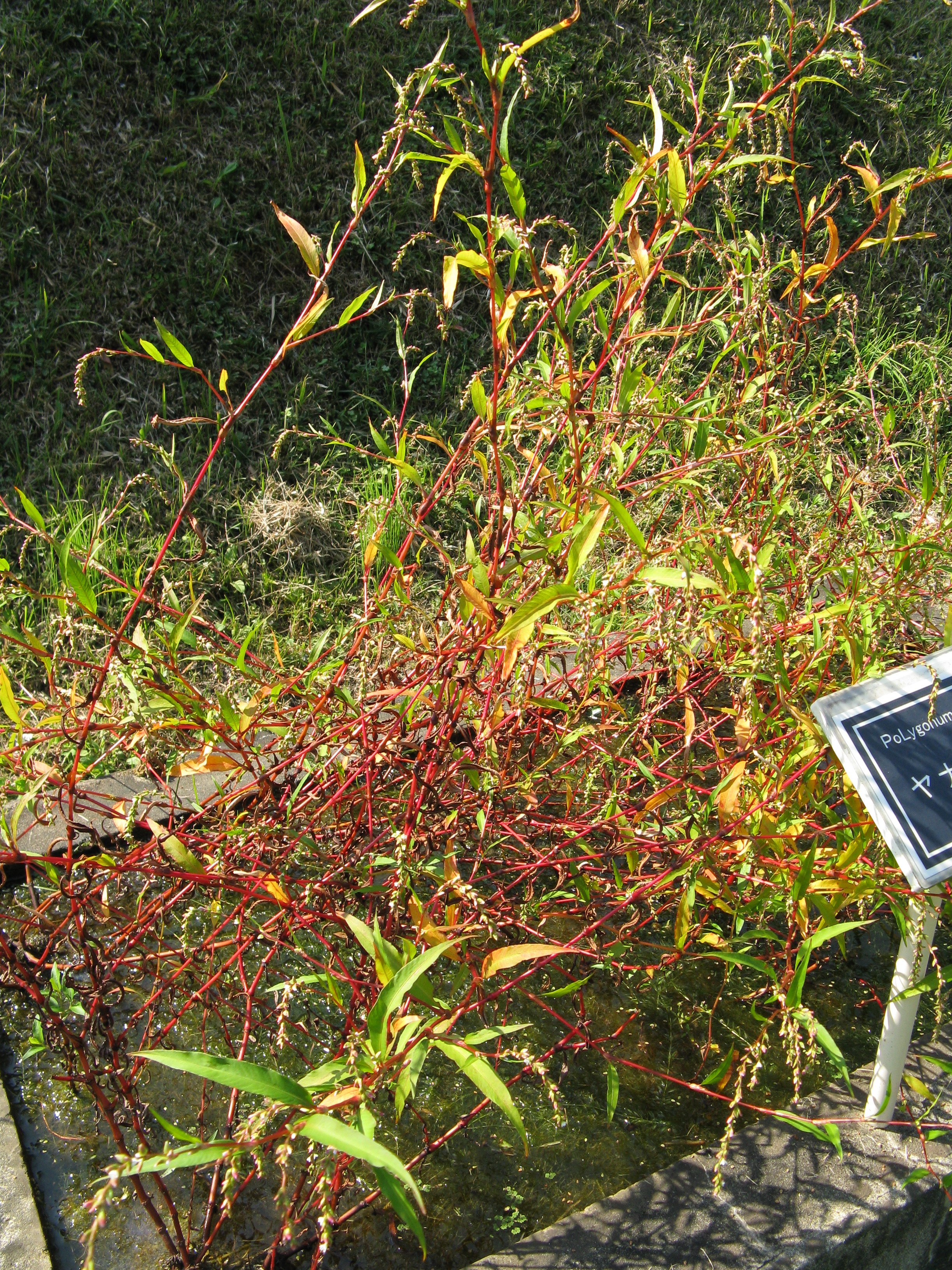
Гірчак перцевий (горець гарненький)